# Marquoi
Marquoi är en klan i Liberia. Den ligger i regionen Montserrado County, i den västra delen av landet, 60 km nordost om huvudstaden Monrovia.